# جلاد (منظمة غير حكومية)
جلاد (GLAAD) هي منظمة أمريكية غير حكومية تراقب وسائل الإعلام. تأسست في الأصل كاحتجاج ضد التغطية المسيئة للمجتمع المثلي والمثليين وتصويرهم في وسائل الإعلام وصناعة الترفيه، ولكنها تضم اليوم أيضًا الأشخاص ثنائيي الجنس والمتحولين جنسيًا.

## تاريخها
تأسست في مدينة نيويورك باسم "تحالف المثليين والمثليات ضد التشويه" في عام 1985، للاحتجاج على ما اعتبرته تغطية مشوهة ومثيرة للجدل عن مرض الإيدز في صحيفة نيويورك بوست. قامت جلاد بضغط على منظمات الإعلام لوقف ما اعتبرته تقارير معادية للمثليين. وعُقدت الاجتماعات الأولى في منازل عدد من الناشطين في مدينة نيويورك، بالإضافة إلى اجتماعات بعد ساعات الدوام في مجلس فنون ولاية نيويورك. وأُبلغ عن أول اجتماع في 14 نوفمبر 1985. وشملت المجموعة المؤسسة الفيلمين العالميين فيتو روسو، وجريجوري كولوفاكوس، الذي كان في ذلك الوقت عضوًا في هيئة مجلس فنون نيويورك وأصبح فيما بعد المدير التنفيذي الأول، وداريل ييتس ريست، وآلن بارنيت، وجويل جوميز، أول أمينة مالية للمنظمة.
في عام 1987، بعد اجتماع مع جلاد، قامت صحيفة "نيويورك تايمز" بتغيير سياستها التحريرية لاستخدام كلمة "مثلي" بدلاً من المصطلحات الأكثر قسوة المشيرة إلى المثلية الجنسية. دعت جلاد وكالة الصحافة المرتبطة ومصادر الأخبار التلفزيونية والطباعية الأخرى للقيام بالتغيير نفسه. سرعان ما انتشر تأثير جلاد إلى لوس أنجلوس، حيث بدأ المنظمون يعملون مع صناعة الترفيه لتغيير طريقة تصوير المجتمع المثلي والمثلية الجنسية على الشاشة.
قد اعتبرت مجلة "إنترتينمنت ويكلي" جلاد واحدة من أقوى الكيانات في هوليوود، وصفتها صحيفة "لوس أنجلوس تايمز" بأنها "ربما واحدة من أنجح المنظمات التي تتعامل مع وسائل الإعلام للمطالبة بالاندماج".

في غضون السنوات الخمس الأولى من تأسيسها في نيويورك بوصفها "الرابطة المثلية والسحاقية ضد التشويه" (تم تغييرها قريبًا إلى "تحالف المثليين والمثليات ضد التشويه" بعد ضغوط قانونية من قبل رابطة الدفاع ضد التشويه)، تم إنشاء فروع جلاد في لوس أنجلوس ومدن أخرى، حيث أصبح الفرع الموجود في لوس انجلوس ذا تأثير كبير بسبب قربه من صناعة الترفيه في ولاية كاليفورنيا.
في نهاية المطاف، قررت جلاد/نيويورك وجلاد/لوس أنجلوس الاندماج في عام 1994، وانضمت فروع المدن الأخرى قريبًا بعد ذلك. ومع ذلك، تستمر الفروع في الوجود، وتُقسم حفلات جوائز جلاد للإعلام كل عام إلى ثلاث حفلات تقام في مدينة نيويورك ولوس أنجلوس وسان فرانسيسكو.
بعد استقالة جاريت باريوس من رئاسة جلاد في عام 2011، تولى مايك تومبسون منصب الرئيس المؤقت حتى تم الإعلان عن تعيين هيرندون غراديك، الذي كان يشغل منصب نائب رئيس جلاد للبرامج والاتصالات، كرئيس للمنظمة في 15 أبريل 2012. هيرندون غراديك هو الابن الأصغر لتشارلز غراديك من موبايل، وهو قاضي محكمة دوائر والمدعي العام السابق لولاية ألاباما.
في عام 2013، وفي السنة التي غيرت جلاد اسمها من "تحالف المثليين والمثليات ضد التشويه" إلى جلاد، تم اختيار جينيفر فيني بويلان كأول شخص علنياً متحولاً جنسياً يشغل منصب المشارك في رئاسة مجلس إدارة جلاد الوطني.

## تغيير الاسم
في 24 مارس 2013، أعلنت جلاد أنها قامت رسميًا بإزالة عبارة "تحالف المثليين والمثليات ضد التشويه" من اسمها وأنها ستعرف الآن فقط باسم جلاد ليعكس عملها بشكل أكثر دقة؛ إن تغيير الاسم كان التزامًا بإدماج المثليين والمثليات الثنائيين والمتحولين جنسيًا في جهودها لدعم مجتمع LGBTQ+ بأكمله.

## المدراء
سارة كيت إليس هي الرئيسة والمديرة التنفيذية الحالية لجلاد. تولت إليس هذه المناصب في عام 2014، وتحت قيادتها نمت إيرادات جلاد بنسبة 38٪. في عام 2015، قامت إليس بترقية نيك آدامز لشغل منصب مدير الإعلام والتمثيل للأشخاص المتحولين جنسيًا، وهو منصب تم إنشاؤه حديثًا. بدأ آدامز العمل في جلاد في عام 1998 وكان سابقًا مدير الاتصالات والمشاريع الخاصة في جلاد.

### مديري جلاد/نيويورك التنفيذيين خلال الفترة من 1985 إلى 1994:
- غريغوري كولوفاكوس (1985-1987)
- كريج ديفيدسون (1987-1990)
- إلين كارتون (1991-1995)

### هنا بعض أعضاء ومسؤولي الهيئة الإدارية والمجلس الأوائل في جلاد:
- كريستوفر بوردن باين (1985-؟)
- أيمي باور (1986-؟)

### قائمة بمديري جلاد/لوس أنجلوس التنفيذيين قبل عام 1994:
- ريتشارد جينينجز وجيهان أجراما (1989-1992)
- بيتر إم. ناردي (1992-1993)
- لي وربيل (1993-1994)

### بعد الاندماج في عام 1994، وفيما بعد ذلك، كانت هناك سلسلة من المديرين التنفيذيين لجلاد كما يلي:
- ويليام وايبورن (بصفته المدير التنفيذي الوطني؛ 1995-1997)
- جوان إم. جاري (1997-يونيو 2005)
- نيل جوليانو (سبتمبر 2005-يونيو 2009)
- جيه مايكل دورنيل (مؤقتًا؛ يونيو-سبتمبر 2009)
- جاريت باريوس (سبتمبر 2009-يونيو 2011)
- مايك تومبسون (بصفة مؤقتة) (يونيو 2011-2012)
- هيرندون غراديك (أبريل 2012-مايو 2013)
- ديف مونتيز (مايو 2013-نوفمبر 2013)
- سارة كيت إليس (2013-حتى الآن)

### مديرين تنفيذيين اخرين
سكوت سيومين
جون سونيجو

## البرامج

### المقالة الرئيسية: جوائز جلاد للإعلام
تأسست جوائز جلاد للإعلام في عام 1989. يتم عقد حفلات توزيع الجوائز سنويًا في مدينتي نيويورك ولوس أنجلوس وسان فرانسيسكو.

### الاعلان عن مشروع المساواة
تأسس مشروع إعلان المساواة  Announcing Equality”"  التابع لجلاد في عام 2002، وقد أسفر عن تضمين أكثر من 1000 صحيفة إعلانات المثليين والمثليات جنبًا إلى جنب مع قوائم الزفاف الأخرى.

### مشروع مسؤولية المعلقين
في مارس 2012، أطلقت جلاد مشروع مسؤولية المعلقين (Commentator Accountability Project)، الذي يهدف إلى فهرسة ووثق المساهمين والضيوف والمحللين الذين يعبرون بانتظام عن تحيزات معادية للمثليين ونقل المعلومات غير الصحيحة في مشاركاتهم في وسائل الإعلام الصحفية.

### فهرس المسؤولية الاستديو
في أغسطس 2013، أطلقت جلاد فهرس المسؤولية الاستوديو السنوي الأول، والذي يقوم بتصنيف "كمية وجودة وتنوع صور الأشخاص المثليين والمثليات في الأفلام التي يصدرها ستة استوديوهات رئيسية للسينما".

### دليل مرجعي لوسائل الاعلام
دليل المرجعية الإعلامية من جلاد (GLAAD Media Reference Guide) هو دليل أسلوب يحتوي على توصيات للكتاب وخاصة لوسائل الإعلام الصحفية لاستخدامها في تصوير إيجابي وشامل للأشخاص المثليين وذوي الميول الجنسية المختلفة. تم نشر الدليل منذ العقد التسعينات تحت اسم "دليل جلاد الإعلامي للمجتمع السحاقي والمثلي"، وصدرت آخر نسخة منه والتي هي النسخة الحادية عشر في عام 2022.

### مؤشر سلامة وسائل التواصل الاجتماعي
تقرير مؤشر جلاد لسلامة وسائل التواصل الاجتماعي لعام 2021، الذي يستند إلى تحليل لمنصات فيسبوك وإنستغرام وتيك توك وتويتر ويوتيوب، قد أكد أن وسائل التواصل الاجتماعي "غير آمنة بشكل فعال" للمستخدمين LGBTQ.

## التحركات
جلاد قد بدأت حركة "معًا" (Together Movement)، التي تشجع الجميع على الانضمام لدعم المظلومين، بما في ذلك النساء والمسلمين والمهاجرين وأفراد المجتمع LGBTQ+.
في عام 2010، أطلقت جلاد حملة "يوم الروح" (Spirit Day). يوم الروح هو يوم وطني سنوي للعمل والتحرك لإظهار لشباب LGBTQ أنهم ليسوا وحيدون.
في عام 2016، كان يوم الروح هو أكبر حملة ضد التنمر في العالم وأكثرها وضوحًا. تعمل الحملة على توفير موارد مكافحة التنمر للفصول الدراسية في جميع أنحاء العالم، من خلال تحفيز المربين على اتخاذ إجراءات ضد التنمر من خلال تنظيم فعاليات وتجمعات. كما قد أنشأت الحملة مجموعة أدوات خاصة بجلاد ليوم الروح للاستخدام في الفصول الدراسية، وهي متاحة بست لغات مختلفة.
على وسائل التواصل الاجتماعي، يشجع الناس على ارتداء اللون الأرجواني أو تغيير صورهم الشخصية باللون الأرجواني عبر الإنترنت للوقوف متحدين ضد التنمر. تظهر الشركات الإعلامية الكبيرة مثل NBC Universal وViacom دعمها ليوم الروح على الهواء، وتغيير شعارها على الهواء إلى اللون الأرجواني لهذا اليوم.
كما يتم تجنيد الأشخاص الذين يرتدون اللون الأرجواني خلال بث النشرات الإخبارية لهذا اليوم. تصبح وسم #SpiritDay موضوعًا رائجًا على تويتر وفيسبوك كل عام. وعلى وسائل التواصل الاجتماعي، أظهر الناس مثل أوبرا وينفري وإيلين ديجينيريس والرئيس باراك أوباما دعمهم للحملة.

## الاستشارة الاعلامية
في بعض الأحيان، تعمل جلاد بالتعاون مع الشركات والاستوديوهات بدور استشاري للمساعدة في تصوير شخصيات ومواضيع المثليين ومجتمع LGBT في مشاريع محددة. في عام 2004، قدمت شبكة فوكس نسخة مسبقة من برنامجها التلفزيوني الواقعي بعنوان "Seriously, Dude, I'm Gay" لمراجعة جلاد. وبعد مراجعة البرنامج، أدانت جلاد هذا البرنامج بأنه "تمارين لإهانة منهجية".
تواصلت GLAAD ورئيسة الترفيه في شبكة فوكس، جيل بيرمان، لمناقشة تصوير الشبكة للرجال المثليين في البث المباشر. وأرجع راي جولياني، المنتج التنفيذي لبرنامج "Seriously, Dude, I'm Gay"، إلغاء البرنامج كثيرًا إلى الضغوط التي واجهتها فوكس نتيجة لضغوط من جلاد.
بعد إلغاء البرنامج الخاص، نظمت فوكس اجتماعًا آخرًا مع GLAAD لمناقشة كيفية تحسين تمثيل المجتمع LGBT على الهواء. وبعد إلغاء برنامج "Seriously, Dude, I'm Gay"، استشار منتجوا البرنامج الآخر على قناة TBS بعنوان "He's a Lady" GLAAD لمراجعة التمثيل الترانسجندر في برنامجهم الخاص.
لعبة القتال المشتركة Street Fighter X Tekken، التي طورتها ونشرتها شركة كابكوم اليابانية لألعاب الفيديو، تم إصدارها في عام 2012. تتضمن اللعبة شخصية بويزون، وهي امرأة متحولة جنسيا، كشخصية قابلة للعب. عملت كابكوم بشكل وثيق مع جلاد على نص اللعبة لضمان عدم "استبعاد أي شخص" فيما يتعلق بتمثيل بويزون، و"تم تصميم أي شيء قد يكون مسيئًا بشكل محدد ليكون غير كذلك".
Tell Me Why هي لعبة مغامرة سردية مبسطة تم تطويرها بواسطة استوديو دونتنود للترفيه الفرنسي ونشرتها Xbox Game Studios في عام 2020. تركز اللعبة على الأخوين التوأم أليسون وتايلر رونان، والأخير هو رجل ترانسجندر. Tell Me Why كانت أول لعبة AAA تضم بطل رئيسي ترانسجندر.
ساعدت GLAAD في إنشاء شخصية تايلر، مع وصف مخرج اللعبة فلوران غيوم بـ جلاد بأنها "لا تقدر بثمن" في تطوير شخصية تايلر وجعله بطلاً "واقعيًا".
وقد عمل مدير تمثيل الأشخاص الترانسجندر في جلاد، نيك آدامز، كمستشار، وساهم في ضمان تجسيد تايلر بواسطة ممثل ترانس. وصف آدامز التمثيل الأصيل للأشخاص الترانسجندر في وسائل الإعلام بأنه "أداة قوية للقبول والتفهم".
الموسم الثالث من مسلسل "يونغ جاستس" استشار جلاد فيما يتعلق بتمثيل شخصيات الأقليات والسرد القصصي.